# Corps Saxonia Karlsruhe
Das Corps Saxonia Karlsruhe ist eine Karlsruher Studentenverbindung im Weinheimer Senioren-Convent (WSC). Das Corps ist farbentragend und pflichtschlagend, seine Mitglieder nennt man Karlsruher Saxen. Es vereint Studenten und Absolventen des Karlsruher Institut für Technologie und anderen Karlsruher Hochschulen. Es bildet zusammen mit den Weinheimer Corps Franconia, Alemannia und Friso-Cheruskia den Karlsruher Senioren-Convent. Saxonia gehört zu den Gründungsmitgliedern des Weinheimer Senioren-Convents.

## Couleur und Abzeichen
Die Farben sind grün-weiß-schwarz und werden als Band auf silberner Perkussion getragen. Als Kopfbedeckung wird eine halbsteife Tellermütze mit grün-weißen Rand in schwarz getragen. Die Füchse tragen die Farben schwarz-weiß-schwarz. Der Wahlspruch lautet: „Virtute duce res crescunt“ (Mit der Tugend als Führerin gedeihen die Dinge); der Zirkelspruch heißt „Saxoniae fratres conjuncti vivant“ (Es leben die verbundenen Brüder der Saxonia).

## Geschichte

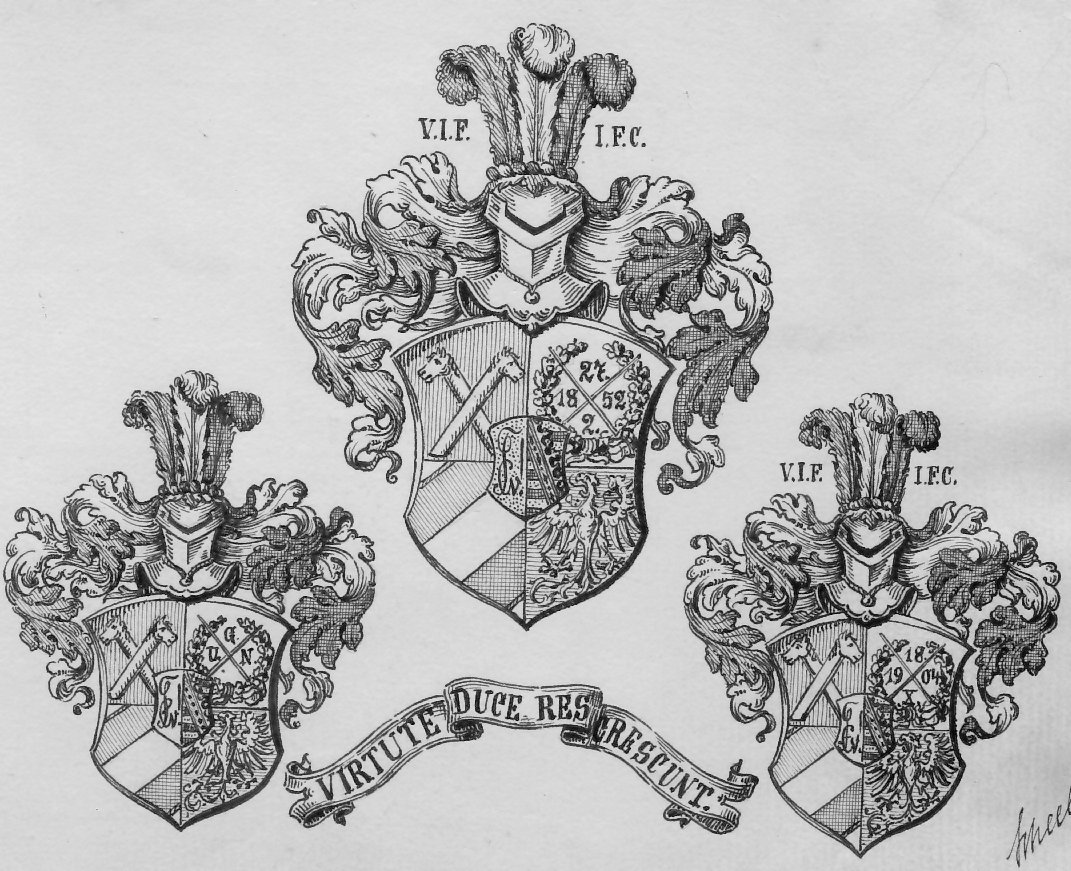
Wappen der drei Saxencorps (v.l.n.r Karlsruhe, Hannover und Danzig)

Im Jahre 1855, gute drei Jahre nach der Stiftung von Saxonia Hannover, wurden bei Hannover während eines Mensurtages einige Studenten aufgrund des bestehenden Mensurverbots in Deutschland festgenommen. Daraufhin wurden die Beteiligten von der Hochschule verwiesen (Relegation) und mussten Hannover binnen 24 Stunden verlassen. Sie wurden mit den ebenfalls relegierten Angehörigen anderer Korporationen in einem großen Zug aller Korporierten bis an die südliche Stadtgrenze begleitet und dort verabschiedet. Einige Zeit später trafen sich drei ehemals abgefasste Hannoveraner Saxen in Karlsruhe wieder. Es dauerte nicht lange, bis diese sich entschlossen, zusammen mit einem Mitglied des Corps Bavaria Karlsruhe und weiteren Studierenden auch in Karlsruhe eine Saxonia aufzutun.
In Erinnerung an Hannover beschlossen sie, die Farben, den Zirkel, das Wappen (leicht verändert), die Mützen und den Wahlspruch von Hannover zu übernehmen und das Stiftungsdatum auf das entsprechende Datum von Hannover, also den 27. Februar 1856, festzusetzen. Einige Jahre später hat Saxonia Hannover dann den Zirkel ein wenig verändert, damit dieser auch richtig zugeordnet werden konnte.
Am 10. Dezember 1856 wurde von Saxonia Karlsruhe ein Schreiben bzgl. eines einzugehenden Kartells an die Saxonia nach Hannover geschickt, worauf hin am 6. Februar 1857 dieses Kartell Wirklichkeit wurde. Es ist damit das älteste Kartell im WSC und älter als der WSC selber. 1904 wurde das Kartell auf das von Saxonia Hannover gestiftete Corps Saxonia Danzig ausgedehnt.
Nachdem die Anerkennung der Statuten im ersten Jahr des Bestehens unter dem damaligen Direktor des Polytechnikums Johann Klauprecht nicht möglich war, änderte sich dies 1857 unter dem toleranteren Ferdinand Redtenbacher im Wintersemester 1857. Es wurden die Statuten durch die Direktion anerkannt und das Recht des Farbentragens am Polytechnikum wurde zuerkannt.
Als Mitglied des Senioren-Convents (SC) zu Karlsruhe, dem ältesten im Weinheimer SC, war das Corps Saxonia maßgebend an der Gründung des WSC am 29. Dezember 1863 beteiligt.
Das 20. Stiftungsfest feierte die Saxonia an Pfingsten 1876 derart repräsentativ, dass die örtliche Presse dies auf ihrer ersten Seite wie folgt hervorhob:
Den feierlichen Verlauf deselben, den nicht der geringste Miston störte, besonders hervorhebend, können wir nicht umhin mit dem Gefühle aufrichtigen dankes für die gütige Einladung des allezeit frisch-fröhlichen Corpsgeistes und festgegliederten Zusammenhalts zu gedenken, welcher dem Corps der Saxonia seit dessen Gründung innewohnend, deren Festraum auch denjenigen zu einer behaglichen Heimstätte gemütlichen Verweilstätte gestaltete, welche nicht die Ehre hatten, bei Saxonia als Mitglieder anzugehören.
Nachdem die repräsentativen Anforderungen an Saxonia gegen Ende des 19. Jahrhunderts weiter stiegen, wurde am 18. Januar 1903 eine Altherrenvereinigung (AHV) unter dem Vorsitz von Wilhelm Schüssele gegründet. Die AHV wurde kurze Zeit später mit dem Zweck, ein angemessenes Grundstück für den Bau eines Corpshauses zu erwerben, in das neugeschaffene Vereinsregister eingetragen.
Durch den zunehmenden Druck seitens des Nationalsozialistischen Deutschen Studentenbundes (NSDStB) und der gespannten Mitgliederlage löste sich das Corps Saxonia am 3. November 1935 auf. Dabei bestand die Hoffnung seitens des NSDStB, dass man sich in eine Kameradschaft umwandeln würde, was die Mehrzahl der Aktiven und Alten Herren ablehnte.
Im Jahre 1947 gründeten einige von dem Corpsgedanken begeisterte Studenten eine „Gesellschaft Saxonia“. Mit dem Aufnehmen des Mensurfechtens 1951 wurde der „Studentischen Verbindung“ die von dem Altherrenverein verwahrten Farben gegeben, und der Beschluss der Selbstauflösung wurde aufgehoben.

## Corpshäuser

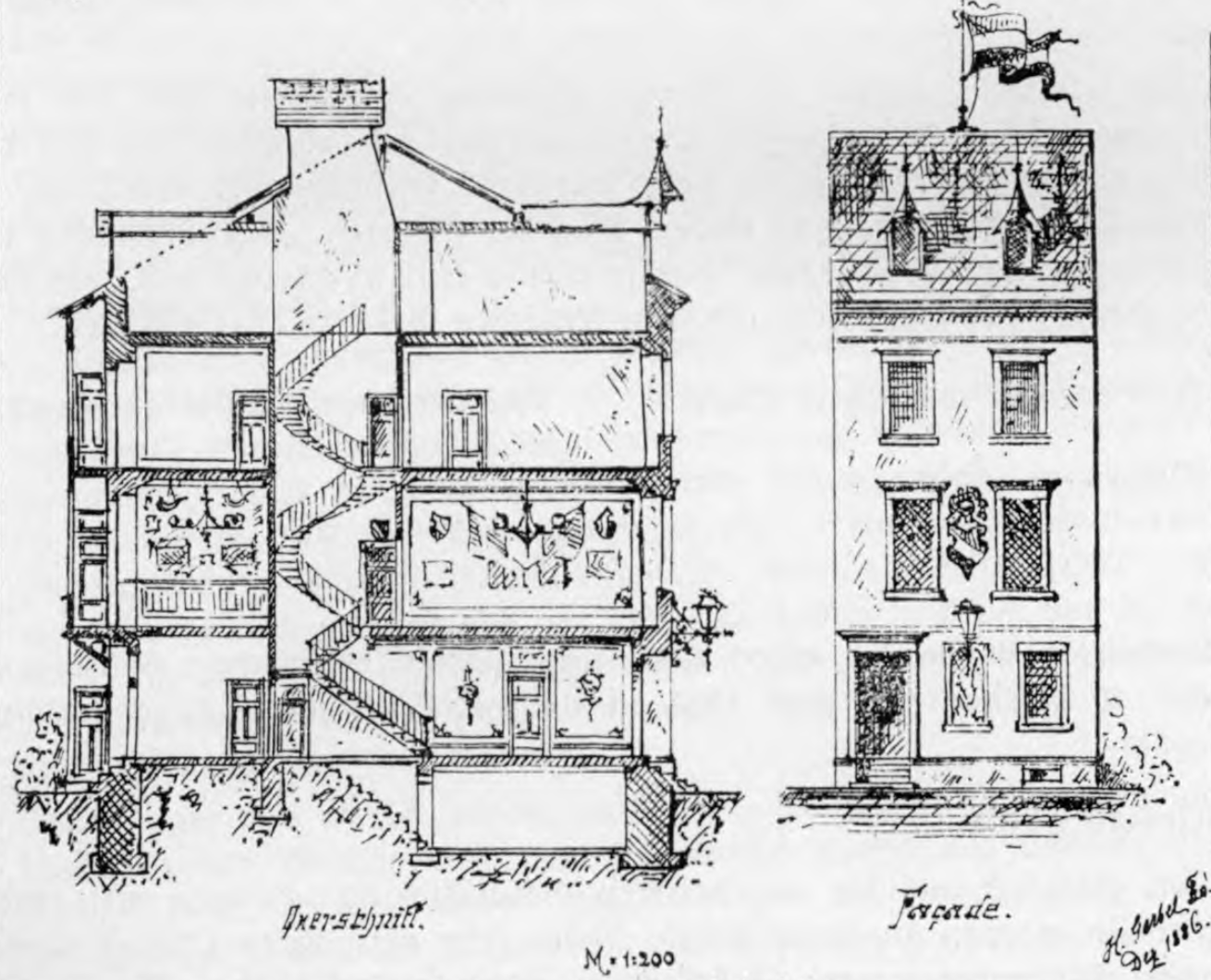
Bauskizze des Corpshauses in der Bürgerstrasse
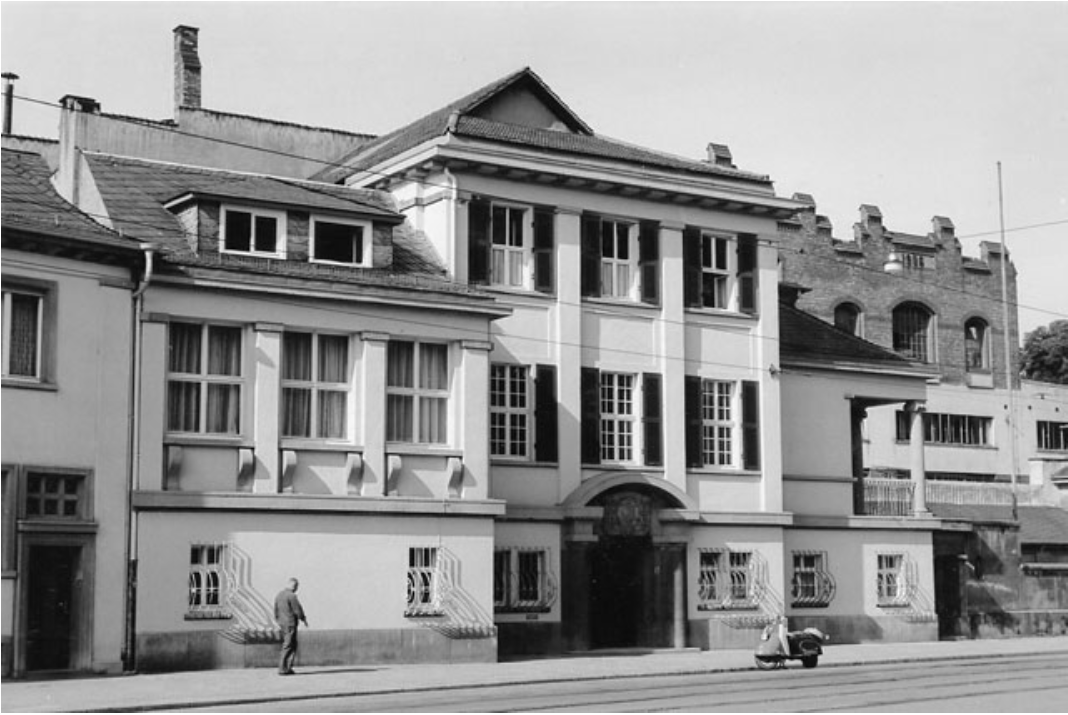
Fotografie des Corpshauses in der Mathystrasse 9[5] (Frontansicht)
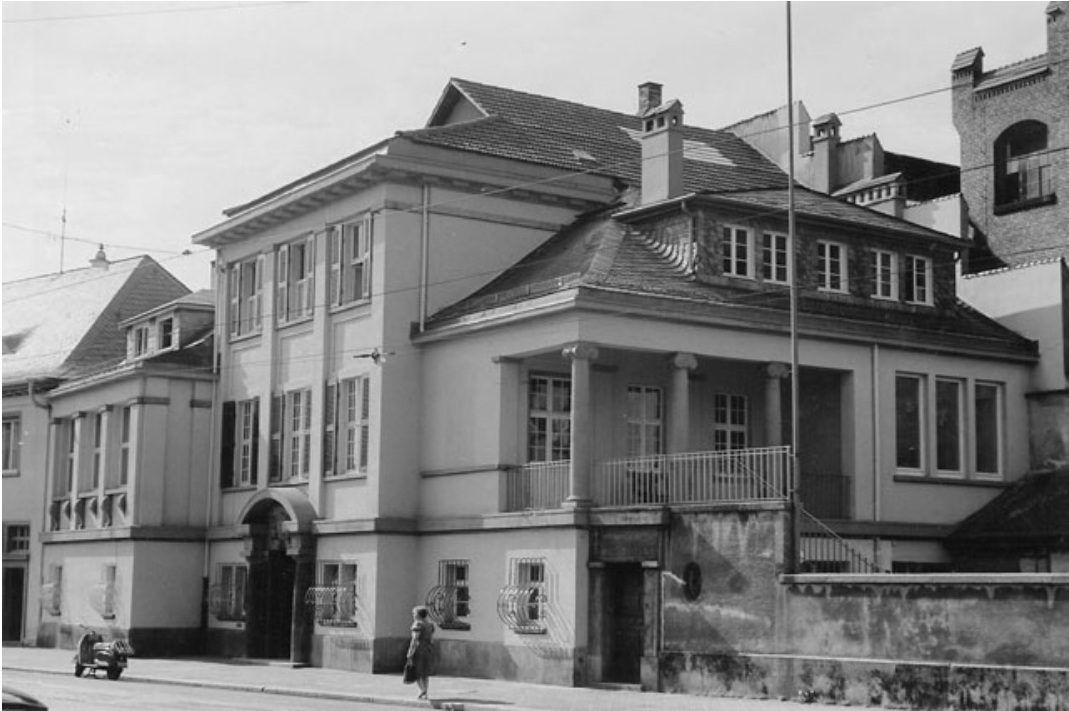
Fotografie des Corpshauses in der Mathystrasse 9 (Nordwestansicht)
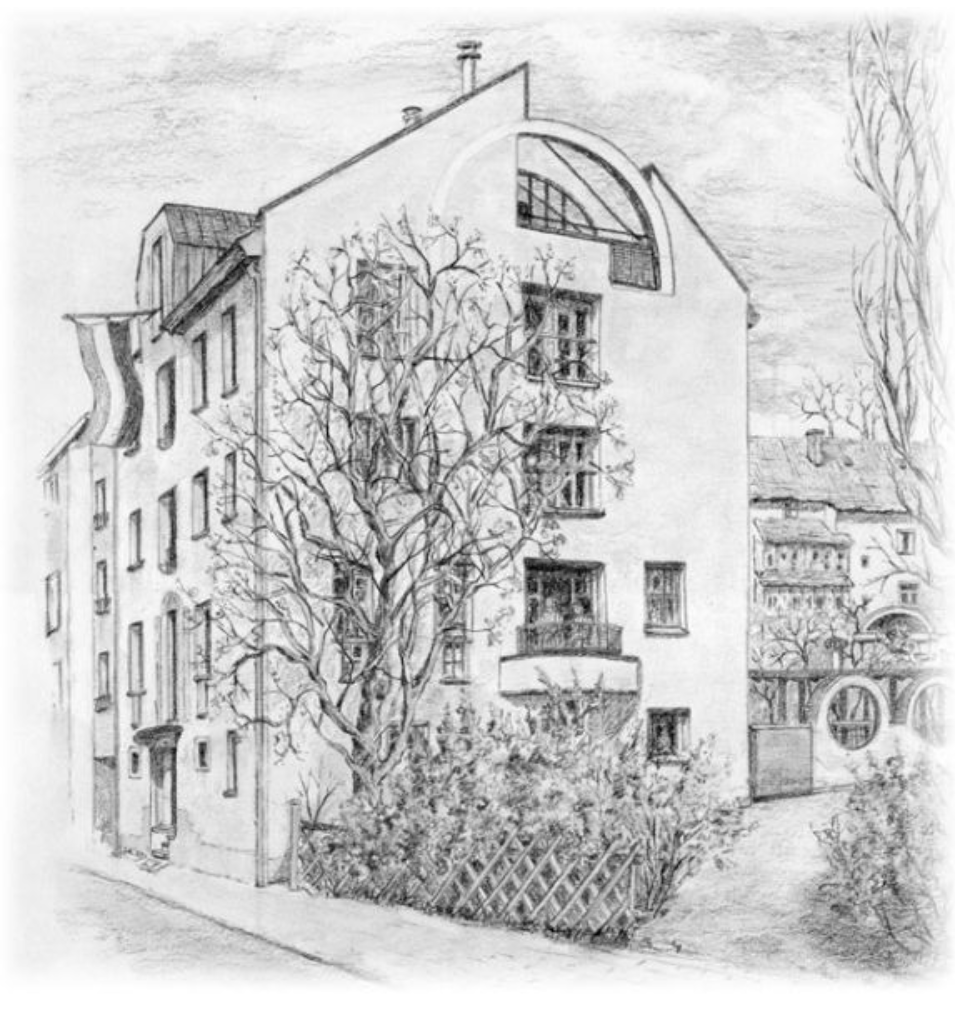
Kohleskizze des Corpshauses in der Werderstrasse 81

Nachdem das Corps in verschiedenen Gasthäusern gekneipt hatte (unter anderem in der Brauerei Eypper, dem heutigen Brasil), erfolgte 1887 der Umzug in ein eigenes Corpshaus (erstes Corpshaus) in der Bürgerstraße 22, das bis Sommer 1913 genutzt wurde.
Im Anschluss daran hielt man dies für nicht mehr geeignet und die Altherrenvereinigung entschloss sich 1905 zum Bau einen neuen Corpshauses (zweites Corpshaus). 1909 konnte ein Bauplatz erworben werden. Daraufhin erstellte Arthur Wienkoop 1910 einen Entwurf und Arthur Pfeifer arbeitete die Pläne für den Bauantrag aus. Weiterhin führte Arthur Pfeifer auch die Bauleitung durch, so dass am 27. Juni 1913 die Einweihung gefeiert werden konnte. Das Haus wurde im Zweiten Weltkrieg schwer beschädigt und nach Renovierungen 1960 bis 1982 genutzt.
Das dritte Corpshaus wurde in der Werderstraße 81 von dem Architekten Dieter Stahl (Werkgemeinschaft Karlsruhe) entworfen und geplant. Ebenso wie das zweite Corpshaus wurde es als Corpshaus entworfen, wobei der Neubau den Anforderungen nach geringeren Betriebskosten und mehr Aktivenzimmern gerecht wurde.

## Saxenecke auf der Wachenburg

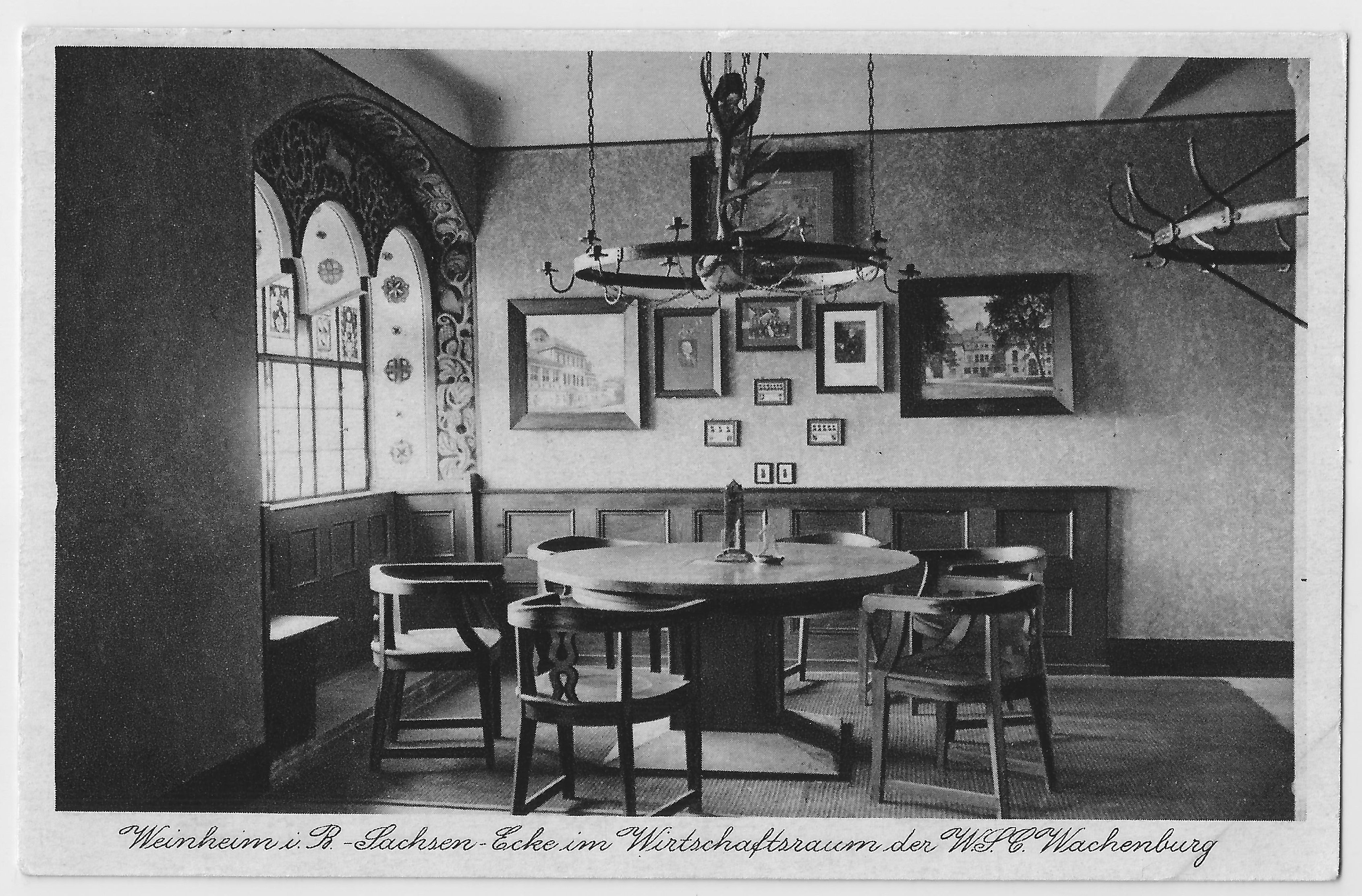
Postkarte der Saxenecke im Refektorium der Wachenburg um 1929

1911 haben die drei Saxencorps auf der Wachenburg im Refektorium die „Saxenecke“ eingerichtet. Das Mobiliar ist, wie auf der Postkarte zu sehen, heute noch vorhanden, so wie die Fenster mit den drei Saxenwappen links in der Fensternische.

## Bekannte Mitglieder

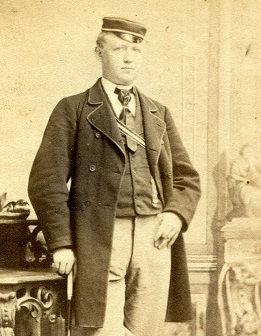
Gustav Münch als Karlsruher Saxe

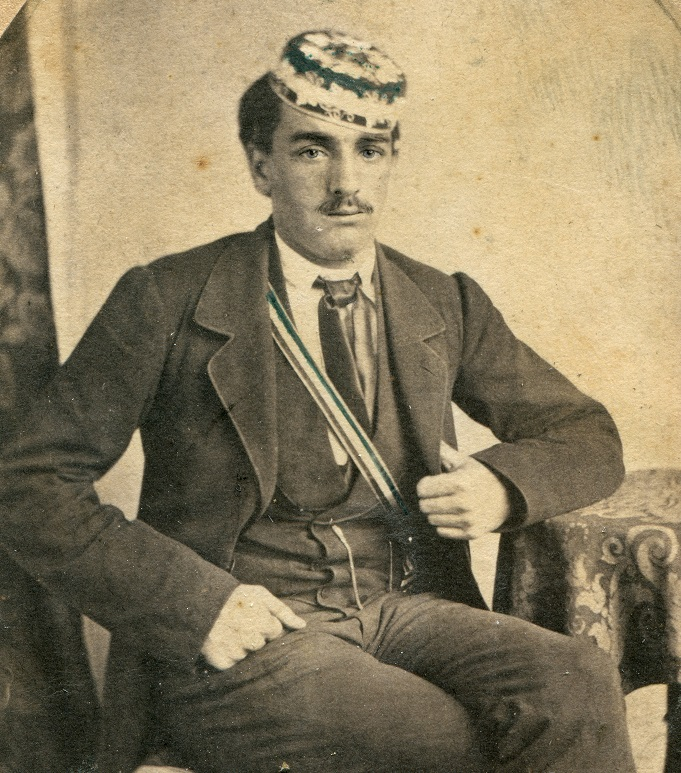
Peter Schüttler als Karlsruher Saxe

- Farhat Ben Tanfous (* 1971), Hotelier, Bürgermeister der tunesischen Delegation Djerba-Midoun, Honorarkonsul der Bundesrepublik Deutschland auf Djerba
- Rudolf Berg (1881–1955), Industrieller der deutschen Metallindustrie
- Gottfried Julius Bergfeld (1875–1934), deutscher Fabrikant
- Hermann Beuttenmüller (1898–1966), Brettener Industrieller und Stadtrat; Ehrenbursch der Saxonia
- Wilhelm Binder (1913–2003), Unternehmer, Geschäftsführer der Binder Magnete GmbH
- Johann Peter Blank (1925–2014), Präsident des Bundesbahn-Zentralamt in Minden; Ehrenbursch der Saxonia
- Heinz Blessmann (1927–2021), Geschäftsführer der Deutschen Solvay Werke GmbH, Mitglied des Vorstandes der Kali-Chemie AG und Ehrensenator des Karlsruher Institut für Technologie
- Bodo von Borries (1905–1956), Elektrotechniker, Miterfinder des Elektronenmikroskops
- Eugen Brandeis (1846–1930), Ingenieur und Kolonialbeamter in den deutschen Kolonien im Pazifik
- Otto Bredt (1888–1973), Unternehmensberater und Vorstandsvorsitzender des Instituts für Wirtschaftsprüfer
- Wilhelm Breithaupt (Erfinder) (1841–1931), Ingenieur und Erfinder
- Heinrich Brenzinger (1879–1960), Bauingenieur und -unternehmer, Kunstsammler und -förderer
- Alexander Cassinone (1866–1931), österreichischer Luftfahrtpionier und Präsident des Österreichischen Aero-Clubs
- Anastasios Christomanos (1841–1906), griechischer Chemiker und Rektor der Universität Athen
- Karl Dreher (1848–1906), Nationalliberaler Abgeordneter in der Badischen Ständeversammlung (1885–1904)
- Hans-Georg Drucks (1926–1997), Architekt[7]
- Hermann Engelhardt, Gründer der Automobilmarke Engelhardt (siehe Hermann Engelhardt Motoren- und Automobilfabrik)
- Karl Foerster (1866–1957), Ingenieur, Kommerzienrat, Vorstandsvorsitzender der AG Kühnle, Kopp & Kausch
- Henner Gimpel (*), Professor für Wirtschaftsingenieurwesen an der Universität Augsburg
- Thomas Henker (*), Professor für Finanzwirtschaft an der Bond University.
- Moritz von Horstig (1851–1942), Königlich-bayerischer Regierungsbaurat und Architekt
- Heinz-Diether Korfmann (1925–1993), Mitinhaber und Geschäftsführer der Maschinenfabrik Korfmann
- Wolfgang Kühborth (1924–2017), Unternehmer, Vorstands- und Aufsichtsratsvorsitzender der KSB Aktiengesellschaft
- Manfred Lindemann-Frommel (1852–1939), Marinemaler, Architekt und Kunstprofessor in Regensburg
- Julius Lott (1836–1883), österreichischer Eisenbahnpionier, Erbauer der Arlbergbahn
- Otto Lueger (1843–1911), Ingenieur, erster Herausgeber des „Lexikons der gesamten Technik“
- Heinrich Macco (1843–1920), Ingenieur, industrieller Verbandsvertreter und nationalliberaler Politiker
- Otto Mauritz (1872–1950), Ingenieur, Rittergutbesitzer, Aufsichtsratsvorsitzender der Dortmunder Actien-Brauerei
- Gustav Münch (1843–1910), Mitglied des Reichstages
- Wolfgang von Niessen (* 1941), Professor für Theoretische Chemie an der TU Braunschweig
- Georg Heinrich Noell (1836–1895), Gründer der Georg Noell & Co, Würzburg; später Salzgitter AG
- Arthur Pfeifer (1878–1962), Architekt, Architekturbüro Pfeifer und Großmann
- Ernst Schiess (1840–1915), deutscher Industrieller, Gründer des Vereins Deutscher Werkzeugmaschinenfabriken
- Richard Scholz (Maler) (1860–1939), deutscher Maler und Illustrator
- Peter Schüttler (1841–1906), amerikanischer Industrieller, Eigentümer und Präsident der Peter Schüttler Company
- Wilhelm Schüssele (1840–1905), Stadtrat Karlsruhe; Ehrenmitglied und 1. Vorstand der AHV (1903)
- Dieter Stahl (1928–2018), Architekt, Werkgemeinschaft Karlsruhe
- Kurt Stengel (1907–2001), Leiter der Stadtwerke Karlsruhe (1966–1974); Ehrenbursch der Saxonia
- Georg Talbot (1864–1948), Eisenbahningenieur und Aachener Fabrikant sowie ein Förderer des Pferdesports
- Otto Vittali (1872–1959), deutscher Maler
- Arthur Wienkoop (1864–1941), Professor für Architektur, Direktor an der Landesbaugewerkschule in Darmstadt, entwarf die Wachenburg
- Wilhelm Zaeringer (1873–1942), Vorstandsvorsitzender der Tiefbau- und Kälteindustrie AG, vormals Gebhardt & König

## Corps Rupertia München
Als sich Ende 1904 die Landsmannschaft Guestphalia München um eine Aufnahme in den WSC bewarb, gründeten drei Alte Herren der Saxonia Karlsruhe zusammen mit einem Alten Herrn des Corps Bavaria Stuttgart und einem Alten Herrn des Corps Rhenania Stuttgart am 13. August 1905 das Corps Rupertia München, um den WSC in die Lage zu versetzen, einen eigenen Senioren-Convent an der Technischen Hochschule München bilden zu können, wozu wenigstens zwei Corps benötigt wurden. Durch diesen Schritt ermuntert verlegte das 1902 in Braunschweig suspendierte Corps Teutonia am 21. September 1905 nach München und trat zwei Tage später mit Rupertia zum SC des WSC an der Technischen Hochschule München zusammen. Bereits am 1. November 1905 suspendierte Rupertia wieder und gab seine Aktiven an Teutonia ab, da nunmehr Teutonia und Guestphalia den SC bilden konnten.
Die Gründung der kurzlebigen Rupertia war ein wichtiger Schritt zur Überwindung der Distanz zwischen dem WSC und dem alten SC der Technischen Hochschule München mit Cisaria, Rheno-Palatia, Vitruvia und Germania. Dieser wurde schließlich am 15. Juli 1912 in den WSC aufgenommen. Rupertia hatte die Farben „Blau-weiß-purpurrot“. Der Wahlspruch lautete: Viel Feind viel Ehr! Das Farbwappen mit Zirkel der Rupertia befindet sich noch heute am Wappentor der Wachenburg.